# Isoetes luetzelburgii
Isoetes luetzelburgii är en kärlväxtart som beskrevs av Georg Heinrich Weber och Luetzelburg. Isoetes luetzelburgii ingår i släktet braxengräs, och familjen Isoetaceae. Inga underarter finns listade i Catalogue of Life.